# Anna Marie Šemberová z Boskovic a Černé Hory
Baronka Anna Marie Šemberová z Boskovic a Černé Hory (* 1575, Vídeň – 6. června 1625, Plumlov) byla moravská šlechtična, pocházela z panského rodu Šemberů z Boskovic a Černé Hory a svobodných pánů z Aussee. Sňatkem s Karlem I. z Lichtenštejna se stala první kněžnou z Lichtenštejna a zároveň vévodkyní opavskou a krnovskou.

## Sňatek a potomstvo
Anna Marie se narodila ve Vídni jako dcera Jana Šembery Černohorského z Boskovic a jeho manželky Anny Krajířové z Krajku.
V roce 1590 se provdala za budoucího knížete Karla I. z Lichtenštejna (1569–1627). Společně měli čtyři děti:
- Anna Marie Františka (1597–1640), provdaná za knížete Maxmiliána z Ditrichštejna a Mikulova (1596–1655).
- Františka Barbora (1604–1655), provdaná za Václava z T'Serclaes, hraběte z Tilly (1599–1653).[5]
- Karel Eusebius (1611–1684), ženatý se svou neteří, kněžnou Johanou Beatrix z Ditrichštejna a Mikulova (1625–1676).
- Jindřich († 1612), zemřel v dětství.

Anna Marie zemřela 6. června 1625 v Plumlově a byla pochována v lichtenštejnské rodinné hrobce ve Vranově.
Její sestra Kateřina se vdala za jednoho z bratrů manžela Anny Marie, barona Maxmiliána z Lichtenštejna. Po smrti svého otce v roce 1597 obě sestry společně zdědily jeho panství, jelikož nebylo žádného mužského potomka.